# Liste der Biografien/Naa
Liste der Biografien |
Portal Biografien |
Personensuche
# |
A |
B |
C |
D |
E |
F |
G |
H |
I |
J |
K |
L |
M |
N |
O |
P |
Q |
R |
S |
T |
U |
V |
W |
X |
Y |
Z |
?
 
Na |
Nb |
Nc |
Nd |
Ne |
Nf |
Ng |
Nh |
Ni |
Nj |
Nk |
Nl |
Nm |
Nn |
No |
Nr |
Ns |
Nt |
Nu |
Nv |
Nw |
Nx |
Ny |
Nz
 
Naa |
Nab |
Nac |
Nad |
Nae |
Naf |
Nag |
Nah |
Nai |
Naj |
Nak |
Nal |
Nam |
Nan |
Nao |
Nap |
Naq |
Nar |
Nas |
Nat |
Nau |
Nav |
Naw |
Nax |
Nay |
Naz
Die Liste der Biografien führt alle Personen auf, die in der deutschsprachigen Wikipedia einen Artikel haben. Dieses ist eine Teilliste mit 34 Einträgen von Personen, deren Namen mit den Buchstaben „Naa“ beginnt.

## Naa

### Naaa
- Näääk (* 1983), schwedischer Rapper

### Naab
- Naab, Dominik (* 1985), deutscher Pfadfinder, Bundesvorsitzender der Deutschen Pfadfinderschaft Sankt Georg
- Naab, Erich (* 1953), deutscher römisch-katholischer Theologe
- Naab, Ingbert (1885–1935), deutscher katholischer Priester und Angehöriger des Kapuzinerordens

### Naaf
- Naaf, Jochen (* 1976), deutscher Musikproduzent und Songschreiber
- Naaff, Anton August (1850–1918), böhmisch-österreichischer Dichter und Herausgeber

### Naag
- Naager, Franz (1870–1942), deutscher Maler, Grafiker, Bildhauer, Kunstsammler und Unternehmer

### Naai
- Naail, Mohamed (* 2000), maledivischer Sprinter

### Naak
- Naake, Beate, deutsche Juristin und Hochschullehrerin
- Na’akueto La’ab, Negus Negest (Kaiser) von Äthiopien

### Naal
- Naaldwijk, Griete van (1398–1424), Laienschwester im Kloster Diepenveen
- Naaldwijk, Katharina van (1395–1443), Subpriorin im Kloster Diepenveen
- Naali, Francis Robert (* 1972), tansanischer Marathonläufer
- Naalsund, Lisa (* 1995), norwegische Fußballspielerin
- Naalt, Reinder Van der (* 1956), niederländischer Schauspieler und Synchronsprecher

### Naam
- Naam, Ramez, US-amerikanischer Computerspezialist und Science-Fiction-Autor
- Naâman (1990–2025), französischer Singer-Songwriter (Reggae)Naâman (1990–2025)

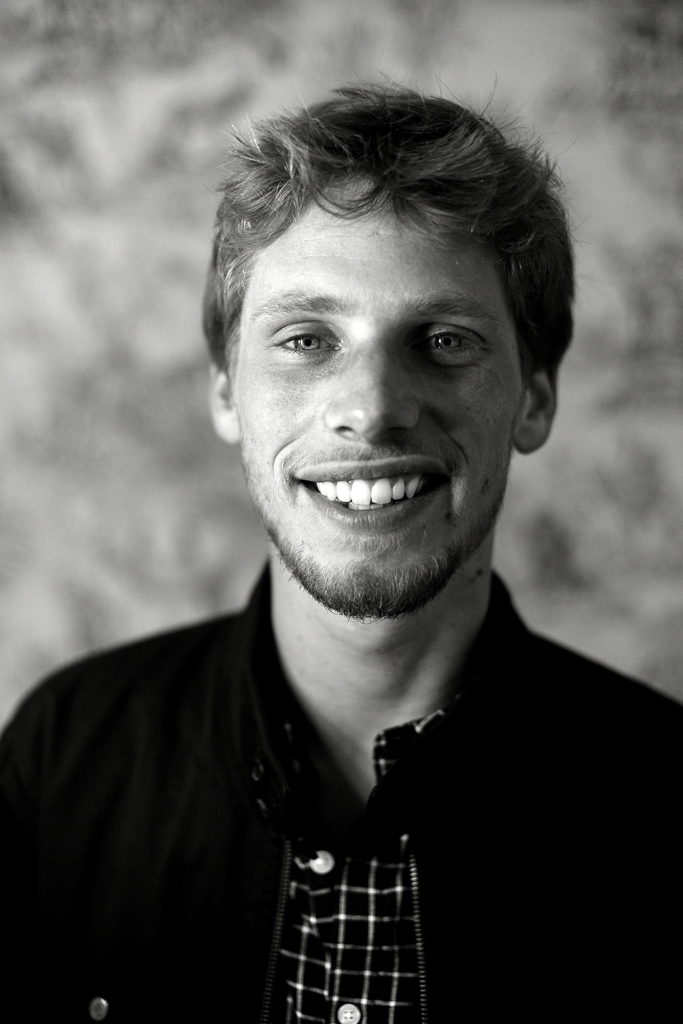
Naâman (1990–2025)

- Na’aman, Nadav (* 1939), israelischer Archäologe und Historiker
- Naaman, Nicolas (1911–1982), syrischer Erzbischof
- Na’aman, Shlomo (1912–1993), israelischer Sozialhistoriker
- Naameh, Philip (* 1948), ghanaischer Geistlicher, römisch-katholischer Bischof
- Naamo, Dario (* 2005), finnischer Fußballspieler
- Naamoyan, Nareg (* 1972), syrischer armenisch-katholischer Geistlicher und Patriarchalexarch von Jerusalem und Amman

### Naan
- Naan, Gustav (1919–1994), estnischer Physiker und Philosoph
- Naanman Daman, James (1956–2015), nigerianischer Ordensgeistlicher, römisch-katholischer Bischof von Shendam

### Naap
- Naapuri, Eero (1918–1987), finnischer Offizier und Skisportler

### Naar
- Naar, David (1800–1880), US-amerikanischer Journalist und Politiker
- Naarmann, Berthold (1930–2017), deutscher Bankmanager

### Naas
- Naas, Ahmed (* 1992), irakischer Leichtathlet
- Naas, Josef (1906–1993), deutscher Mathematiker
- Naas, Stefan (* 1973), deutscher Politiker (FDP)Stefan Naas (* 1973)

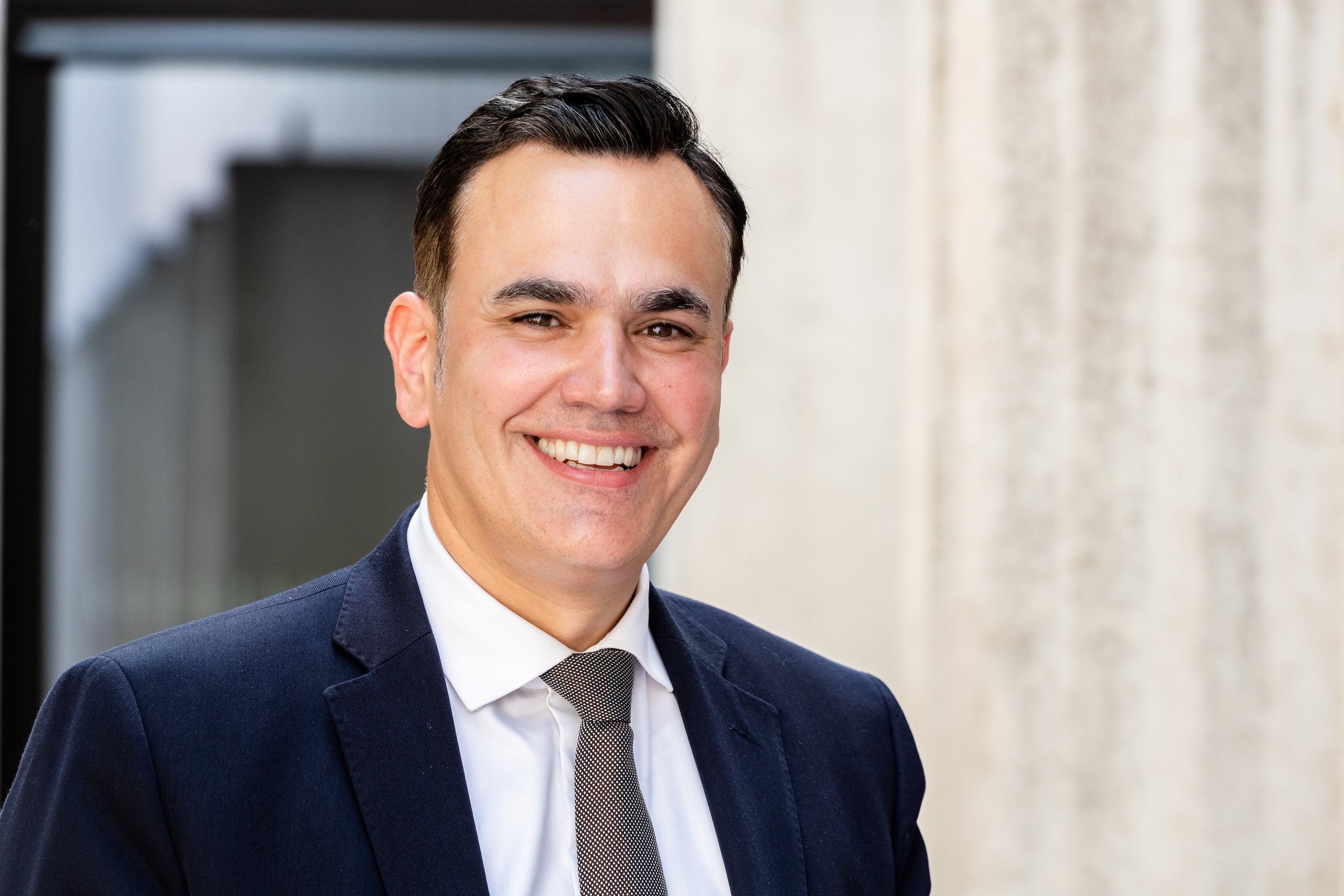
Stefan Naas (* 1973)

- Naas, Stefan (* 1978), deutscher Sprecher, Synchronschauspieler und Kinderbuchautor
- Naasan, Elie (1931–2015), libanesischer Ringer
- Naaß, Christa (* 1955), deutsche Politikerin (SPD), MdL Bayern